# Крак Юрій Васильович
Крак Юрій Васильович (нар. 5 травня 1958) — український кібернетик, доктор фізико-математичних наук (2000), професор (2000), член-кореспондент НАНУ (2018).

## Біографія
1980 року закінчив факультет кібернетики Київського національного університету імені Тараса Шевченка.
1987 захистив кандидатську дисертацію.
2000 — доктор фізико-математичних наук.

## Відзнаки
- Державна премія України в галузі науки і техніки (2016)
- Премія імені В. Михалевича НАНУ (2012).
- Премія імені Тараса Шевченка Київського національного університету імені Тараса Шевченка (2012)